# Anatole Le Braz
Pour les articles homonymes, voir Braz et Le Bras.
Anatole Le Braz, né Anatole Jean François Marie Lebras, le 2 avril 1859 à Duault (Côtes-d'Armor) et mort le 20 mars 1926 à Menton, est un professeur de lettres, un écrivain et un folkloriste français de langue bretonne, mais n'ayant publié qu'en français, alors qu'il maîtrisait le breton dans lequel il a écrit des poésies restées presque entièrement inédites. Sa thèse de doctorat de lettres est consacrée au théâtre en breton médiéval et renaissant. Il prend une part très importante dans le mouvement régionaliste en Bretagne à la fin du XIXe siècle et au début du siècle suivant. Il est nommé chevalier de la Légion d'honneur en 1897. Il participe comme conférencier au cours de nombreuses tournées au lancement de l'Alliance française aux États-Unis.

## Biographie
Anatole Lebras naît dans le bourg de Saint-Servais, à l'époque intégré dans la commune de Duault. Sa mère est Jeanne Le Guiader et son père Nicolas Lebras exerce le métier d'instituteur en différentes communes de Bretagne, parmi lesquelles Ploumilliau. Nicolas Lebras, à la suite des instructions envoyées par le ministre de l'Instruction, Fortoul, affectionne les chants en breton et les retranscrit sur des cahiers, dont héritera son fils à qui il transmet la capacité de parler et d'écrire en breton. Victor Villiers de L'Isle-Adam, recteur de Ploumilliau lui enseigne le latin.
Il est inscrit comme interne au lycée impérial de Saint-Brieuc (Côtes-du-Nord), établissement qui est aujourd'hui un collège secondaire portant son nom. Il passe régulièrement ses vacances dans le Trégor, qui a beaucoup inspiré son œuvre.
Pendant ses études supérieures de lettres, il est répétiteur en 1879 au Lycée Saint-Louis à Paris, puis il obtient une bourse en 1880, année au cours de laquelle, il obtient la licence de lettres et prépare une agrégation de philosophie qu'il ne termine pas pour raisons de santé. Cela ne l'empêche pas d'enseigner la philosophie au collège d'Étampes vers 1880, ni surtout d'obtenir en 1886 un poste de professeur de lettres au lycée de Quimper, nomination qui déclenche sa vocation littéraire.
À Quimper, avec François-Marie Luzel, l'archiviste départemental, il collecte des chansons populaires bretonnes. Il fera, plus tard, des enquêtes auprès des paysans et des marins de Bretagne, récoltant chansons, contes et légendes populaires.
En 1890, Luzel fait paraître le résultat de leur travail en commun sous le titre de Soniou Breiz-Izel. L'ouvrage est récompensé par le prix Thérouanne. À la suite de ses propres travaux, il publie notamment La Légende de la mort en Basse-Bretagne (1893), Les Saints bretons d'après la tradition populaire et Au Pays des pardons. C'est lui qui reçoit et publie partiellement la première version  manuscrite de l'autobiographie de Jean-Marie Déguignet.
Après avoir demandé l'avis d'Ernest Renan, il demande à l'administration l'autorisation de donner un cours de breton facultatif aux lycéens, mais il se la voit refuser. Il partage, alors, sa maison de Quimper avec sa sœur, Jeanne, à laquelle le lie une très grande affection.
Le 6 août 1890, il se marie avec Marie Augustine Le Guen, veuve Donzelot, dont il aura deux filles et un fils et dont il élèvera la fille et  deux garçons, issus du premier lit.
En 1893, il reçoit le prix Archon-Despérouses.
En août 1898, il est président de l'Union régionaliste bretonne créée à Morlaix à la suite de fêtes bretonnes. Il rejoint en 1899 l'Association des bleus de Bretagne. La même année, en tant que président de l'URB, il dirige la délégation des 21 Bretons qui se rendent à l'Eisteddvod de Cardiff et reçoit l'investiture comme barde, sous le nom de Skreo ar Mor (La mouette) et y rencontre le jeune Patrick Pearse. Il ne participera pas aux activités de la branche bretonne du Gorsedd, créée 3 mois plus tard.
Il est nommé maître de conférence, puis professeur à la faculté des Lettres de Rennes de 1901 à 1924. Ses travaux portent sur la Bretagne, le romantisme et sur le théâtre celtique (il s'agit, en fait, du théâtre médiéval et moderne en breton), sujet de sa thèse en 1904.
Au mois d'août 1901, avant même son entrée en fonction à Rennes, il perd son père, sa belle-mère et ses quatre sœurs dans le naufrage d'un bateau dans l'estuaire de la rivière de Tréguier. Ceci le pousse à quitter Port-Blanc pour s'installer à la pointe de l'Arcouest - les deux sur la commune de Ploubazlanec, et y commencer ce qui deviendra le village « l'Arcouest » ou « Sorbonne Plage ».
En 1905, il est présent comme président de l'URB au Congrès celtique de Dublin et il est hébergé par Douglas Hyde, futur président de l'Irlande.
Après la mort de sa femme en 1906, il obtient d'être chargé de mission d'enseignement en Suisse et aux États-Unis. Par la suite, il fait de nombreuses conférences sur la littérature française et sur la Bretagne dans ces deux pays, en 1910 en Suisse et de 1910 à 1912 aux États-Unis. Il revient à Rennes en 1911 pour participer à l'inauguration du monument symbolisant l'union de la Bretagne à la France, placé sur la façade de l'hôtel de ville de Rennes. Contre la volonté des autorités, il prononce une partie de son discours en breton.
Pendant la guerre de 14-18, il se trouve aux États-Unis où il s'efforce, sans l'aval des autorités françaises, de convaincre son public américain de la nécessité d'entrer en guerre. Il perd son fils, mort au front en 1915, ainsi que sa deuxième épouse qui meurt en 1919. Il revient enseigner en 1920 à l'Université de Rennes, mais déjà atteint par une leucémie qui l'emportera, il demande à prendre sa retraite.
Le 3 septembre 1921, il se remarie avec Mary Lucinda Davison, sœur de Henry Davison, ancien président de la Croix-Rouge des États-Unis et directeur de J.P. Morgan, à New-York. Ce mariage l'amènera à entreprendre une seconde carrière pendant les années de retraite, comme conférencier sur la Bretagne dans le pays de son épouse.
Il meurt en 1926 d'une congestion cérébrale à Menton. Il est enterré à Tréguier le 8 juillet 1928, au pied d'une stèle sculptée par Armel Beaufils.
Il est l'arrière grand-père de la musicienne Tina Weymouth, bassiste du groupe américain Talking Heads.

## Amitiés intellectuelles

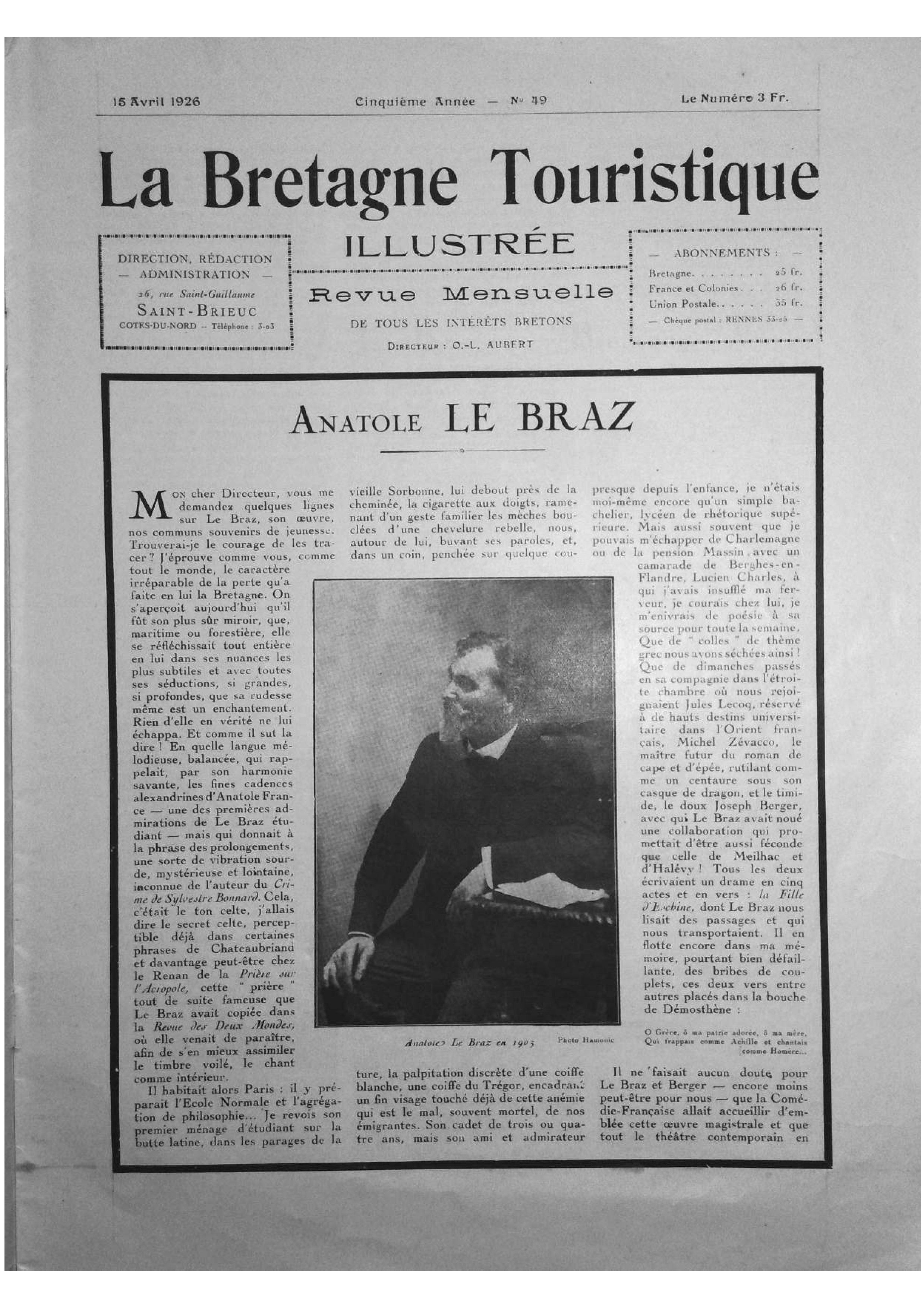
Anatole Le Braz, article de Charles Le Goffic dans La Bretagne touristique, 1926

Bien qu'ayant fait le choix de n'enseigner qu'en Bretagne, Anatole Le Braz s'est lié, lors de ses études à Paris et plus tard avec de très nombreuses personnalités, dont certaines resteront des amis qu'il recevra dans sa résidence d'été du Port-Blanc, à Penvénan. Il aura comme voisin le Barde Breton Théodore Botrel qui le respectait énormément.
Il a entretenu des liens avec Ernest Renan, son protecteur des débuts et son voisin en Bretagne, Victor Basch, Lucien Herr (qui avait appris le breton et correspondait avec lui dans cette langue), Charles Seignobos, Charles Le Goffic, autre écrivain trégorrois comme son maître en folklore François-Marie Luzel, John Millington Synge, André Chevrillon.
Quand la revue littéraire parisienne La Plume publie un numéro spécial consacré aux Bretons de Bretagne (no 117, 1-15 mars 1894), c'est à Charles Le Goffic et à Anatole Le Braz que revient le soin de choisir les écrivains et les illustrateurs, soit Gustave Geffroy, Louis Tiercelin, Félix Hémon, Édouard Beaufils, Jos Parker (textes et illustrations), Léon Durocher, A. Lausserat-Radel et Théophile Salahün (illustrations).

## Œuvre
Son œuvre, assez diverse, est principalement composée de fiction (Le Gardien du feu), de récits de voyages en Bretagne et de conférences.
Le Braz est également folkloriste. Il a assisté Luzel dans l'édition de chansons en breton, et surtout recueilli des dictons et contes populaires sur la mort, en Bretagne. Il en résultera La Légende de la mort chez les Bretons armoricains (plusieurs éditions), œuvre à peu près sans équivalent dans l'histoire du folklore mondial, collection remarquable, mais qui a le tort de donner l'impression que les Bretons n'étaient obsédés que par la mort, vision des choses partielle et exagérée.
Il fait aussi œuvre de critique littéraire quand il se penche sur l'étude du vieux théâtre en breton.
Ses poésies en breton sont restées, pour la plus grande partie, inédites et dispersées.
Anatole Le Braz est admiré en son temps pour la qualité de sa langue, non seulement dans ses exercices littéraires, mais aussi dans son brillant exercice de l'art oratoire. Il semble avoir été un professeur capable de captiver ses étudiants et de garder avec eux des relations au long cours.
L'influence littéraire et politique d'Anatole Le Braz, disciple et visiteur régulier d'Ernest Renan, est importante, parce qu'il a montré un lien avec la Bretagne qui n'excluait nullement une allégeance sincère à la France. Ses romans et ses descriptions de la Bretagne rurale ont intéressé un public, qui y voyait un des restes d'exotisme sur le sol métropolitain. Il apparaît alors comme un contrepoids à l'influence passéiste de La Villemarqué, dans les pas de son maître républicain et trégorrois, François-Marie Luzel qu'il aida à publier ses collectes de chansons bretonnes.

## Engagements politiques
Il est dans le camp des Républicains, au moment où la population se rallie progressivement à la République et il réussit à apparaître comme un homme de concorde, vis-à-vis des régionalistes de droite. Mais, il s'éloigne de l'Union régionaliste bretonne, quand celle-ci lui apparaît devenir un refuge de la « réaction » antirépublicaine et accepte de faire des conférences à la Fédération régionaliste de Bretagne qui en scissionne en 1911.
S'il rompt avec le mouvement régionaliste organisé qui était tombé sous une influence aristocratique et cléricale, il conserve sa vie durant un vif désir de vouloir et de faire partager son amour de la Bretagne à des publics même très éloignés, sans jamais cesser de célébrer la pensée française et les grands écrivains français, disant : « Le Breton que je suis, doit trop à la France, à sa culture, à son génie et il s'est trop appliqué, je pense, à lui payer sa dette par lui-même par les siens, pour être tenté d'incliner jamais vers de semblables conceptions. Je n'en sais pas de plus dangereures pour la Bretagne elle-même... » et tentant d'expliquer « les chimères séparatistes » et les « audaces (de) quelques jeunes gens », il ajoutait : « Nul doute que la Bretagne n'ait parfois à se plaindre d'être traitée en parente pauvre dans la grande famille française ».
Lors de l'apparition du mouvement nationaliste breton, en 1911, il adopte, donc, une position de tolérance amusée qui lui sera reprochée par de nombreux républicains. Il employait le terme de bretonnisme comme concept englobant le mouvement littéraire initié par la revue l'Hermine et le mouvement régionaliste. Manifestant une grande indépendance d'esprit qui étonnait ses amis régionalistes, il écrivit, en 1919, une préface à l'anthologie de Camille Le Mercier d'Erm, alors même que celui-ci professait avec fougue des idées séparatistes.
Pourtant, François Jaffrennou, dont il dirige la thèse en breton sur Prosper Proux, écrit en 1931 : « Il n'est pas exagéré de dire qu'Anatole Le Braz doit être considéré comme le créateur du Mouvement breton contemporain » et le même cite, ensuite, sa profession de foi au moment de la création de l'URB : « Je ne suis qu'un poète. Mais je suis Breton d'abord et Breton bretonnant. J'habite la Bretagne : j'y ai toujours habité. Je me crois en contact direct avec l'âme et le cœur de mon Pays. Or, je constate chez lui à ce moment une aspiration à renaître… N'oublions pas que nous fondons une œuvre qui, quelles que soient les difficultés, durera autant que la Bretagne ».
À la suite d'un voyage en Irlande en 1908, il prend clairement position en faveur de la libération de ce pays et, plus tard, dira à un public américain que l'Inde devait se gouverner elle-même (home rule).

## Anatole Le Braz et le breton

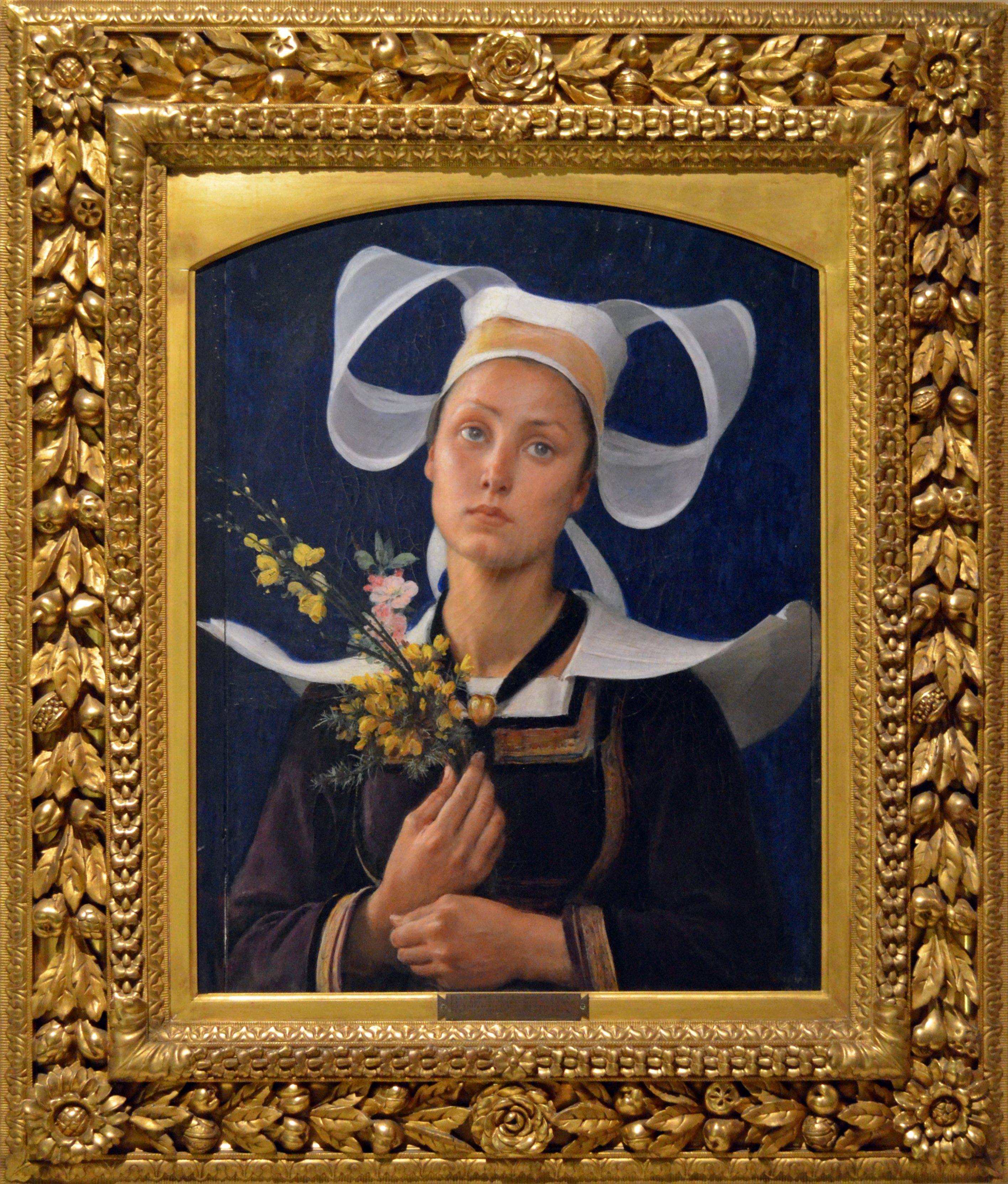
Icône bretonne par Hippolyte Berteaux, le cadre comprend une citation de l'écrivain :
Elle porte en ses doigts pieux
La gerbe du printemps celtique
Et toute la race mystérieuse
Fleurit, suave, dans ses yeux.

S'il n'a pas été autorisé à donner des cours de breton dans un établissement d'enseignement secondaire, c'est sur sa demande que le Ministère accepte, en 1911, que les cours d'études celtiques donnés par Georges Dottin à l'université de Rennes  puissent être sanctionnés par deux diplômes, le certificat supérieur d'études celtiques et le doctorat ès Lettres celtiques. Se définissant comme progressiste, il rendait compte d'une expression en breton qu'il appréciait beaucoup, mais dont, comme Renan, il ne souhaitait pas la survivance comme langue d'expression autre que patrimoniale et intellectuelle, y voyant un obstacle à la pénétration de la langue de culture qui ne pouvait être que le français.
Jaffrennou cherche à répondre en 1931 à ceux qui disaient : « Nous ne voyons pas en quoi Le Braz a enrichi le patrimoine littéraire de cette langue dont il semblait souhaiter la rénovation ». Il répond que rien n'est publié et, c'est un fait qu'il ne reste que très peu de choses de son expression écrite en breton, des poèmes et des nécrologies, alors même qu'il le parlait avec beaucoup de distinction. En fait, seule une pincée de textes ont été recensés par Lucien Raoul dans différentes revues.
La bibliographie la plus complète de Le Braz (jusqu'en 1929) est donnée par Joseph Ollivier et couvre 69 pages de la revue des Annales de Bretagne.

## Distinctions
- Officier de la Légion d'honneur (30 juillet 1914)[20]

## Mémoire
En 1928, un médaillon à son effigie a été apposé sur la Roche des Poètes (Roche des Martyrs) à La Clarté.
Le buste d'Anatole le Braz a été placé en 1930 devant la façade du collège qui porte son nom à Saint-Brieuc (Côtes-d'Armor), et où l'on peut y lire : "Ici, j'apprenais le français pour chanter la Bretagne". Plusieurs centaines de communes de Bretagne ont donné son nom à l'une de leurs rues, dont Rennes et Nantes.
En octobre 2018, une statue en son hommage est inaugurée dans le centre-ville de Carhaix-Plouguer, dans le Panthéon des plus populaires des Bretons.
Sa maison de Port-blanc à Penvénan a été acquise par le dessinateur et illustrateur François Avril[réf. nécessaire].

## Publications
- Le Cloarec breton, d'après la poésie populaire, Quimper, Impr. Ch. Cotonnec, 1899. Étude littéraire.
- Soniou Breiz-Izel, 2 volumes, chansons populaires de la Basse-Bretagne, recueillies et traduites par Luzel avec la collaboration d'Anatole Le Braz, préface d'Anatole Le Braz, Paris, Bouillon, 1890. lire en ligne sur Gallica
- La Chanson de la Bretagne, poésie, 1892.
- Tryphina Keranglaz, poème, 1892.
- La Légende de la mort en Basse-Bretagne, 1893.
- Les Saints bretons d'après la tradition populaire en Cornouaille, 1893-1894, paru d'abord dans Les annales de Bretagne, puis en recueil  chez Calmann-Lévy en 1937.
- Au pays des pardons, chroniques, 1894. lire en ligne sur Gallica
- Pâques d'Islande, nouvelles, 1897. lire en ligne sur Gallica
- Vieilles Histoires du pays breton, 1897. lire en ligne sur Gallica
- Le Gardien du feu, Paris, Calmann-Lévy, 1900   (Wikisource)
- Le Sang de la sirène, nouvelles, 1901.
- La Terre du passé, 1901.
- La Légende de la mort chez les Bretons armoricains, réed. augmentée de La légende de la mort en Basse-Bretagne, 1902. lire en ligne sur Gallica
- Cognomerus et sainte Trefine. Mystère breton en deux journées, texte et traduction, 1904.
- Le Théatre celtique, Paris, Calmann-Lévy, 1904.
- Contes du soleil et de la brume, nouvelles, 1905.
- Âmes d'Occident, nouvelles, 1911.
- Raymond Woog, Éditions Galerie Georges Petit, 1913.
- Poèmes votifs, 1926. lire en ligne sur Gallica
- Récits de Passants, nouvelles, chez Calmann-Lévy, 1933.
- Introduction, Bretagne. Les guides bleus, Hachette, 1949.

### Éditions récentes
- Le Passeur d'âmes : Et autres contes , Rennes, Terre de brume, 2009   (ISBN 978-2843624117)
- La Bretagne à travers l'Histoire, Sainte-Marguerite-sur-Mer, Équateurs, 2009  (ISBN 978-2849901151)
- Le Gardien du feu, Liv'Éditions, 2004  (ISBN 2-84497-034-6) ; réédition, Points, 2024  (ISBN 979-10-414-1269-3)
- Un voyage à Belle-île en mer, La Rochelle, La Découvrance Éditions, 2004  (ISBN 978-2842652623)
- Croquis de Bretagne et d'ailleurs, Rennes, Terre de brume, 2003  (ISBN 978-2843622038)
- Pâques d'Islande, Rennes, Terre de brume, 2001  (ISBN 978-2843621055)
- Le Sang de la sirène, Rennes, Terre de brume, 2001  (ISBN 2-84362-111-9)
- Vieilles Histoires du pays breton, Rennes, Terre de brume, 1999  (ISBN 978-2843620454)
- Au Pays des Pardons, Rennes, Terre de brume, 1998  (ISBN 978-2843620331)
- Un coin breton, Textes inédits rassemblés et présentés par Dominique Besançon, Terres de Brume, Rennes, 1997.
- Contes du vent et de la nuit, et autres contes, Rennes, Terre de brume, 1996
- La Bretagne. Choix de textes précédés d'une étude, Rennes, La Découvrance, 1995 (rééd.).
- Magies de la Bretagne, coll. Bouquins, Robert Laffont, 1994.
  - Volume 1 : La légende de la mort, Récits de passants, Pâques d'Islande ...  (ISBN 978-2221077924)
  - Volume 2 : Le gardien du feu, Le sang de la sirène ...  (ISBN 978-2221077931)
- L’Évêque Audrein, Éditions An Here, 1996.
- Vieilles Chapelles de Bretagne, Terre de Brume, 2003  (ISBN 2-84362-214-X).